# Юніон Тауншип (округ Лузерн, Пенсільванія)
Юніон Тауншип (англ. Union Township) — селище (англ. township) в США, в окрузі Лузерн штату Пенсільванія. Населення — 2035 осіб (2020).

## Демографія
Згідно з переписом 2010 року, у селищі мешкали 2042 особи в 800 домогосподарствах у складі 622 родин. Було 917 помешкань
Расовий склад населення:
| - 98,3 % — білих - 0,3 % — чорних або афроамериканців - 0,3 % — азіатів |

До двох чи більше рас належало 0,4 %. Частка іспаномовних становила 0,8 % від усіх жителів.
За віковим діапазоном населення розподілялося таким чином: 19,9 % — особи молодші 18 років, 62,5 % — особи у віці 18—64 років, 17,6 % — особи у віці 65 років та старші. Медіана віку мешканця становила 44,7 року. На 100 осіб жіночої статі у селищі припадало 98,8 чоловіків;  на 100 жінок у віці від 18 років та старших — 97,1 чоловіків також старших 18 років.
Середній дохід на одне домашнє господарство  становив 67 284 долари США (медіана — 62 944), а середній дохід на одну сім'ю — 75 226 доларів (медіана — 66 442). Медіана доходів становила 42 708 доларів для чоловіків та 37 171 долар для жінок. За межею бідності перебувало 9,4 % осіб, у тому числі 13,2 % дітей у віці до 18 років та 3,3 % осіб у віці 65 років та старших.
Цивільне працевлаштоване населення становило 956 осіб. Основні галузі зайнятості: освіта, охорона здоров'я та соціальна допомога — 25,8 %, роздрібна торгівля — 11,9 %, виробництво — 11,4 %.